# Municipio de Hopewell (condado de Licking)
El municipio de Hopewell (en inglés: Hopewell Township) es un municipio ubicado en el condado de Licking en el estado estadounidense de Ohio. En el año 2010 tenía una población de 1381 habitantes y una densidad poblacional de 21,03 personas por km².

## Geografía
El municipio de Hopewell se encuentra ubicado en las coordenadas 39°59′16″N 82°14′54″O / 39.98778, -82.24833. Según la Oficina del Censo de los Estados Unidos, el municipio tiene una superficie total de 65.68 km², de la cual 65,55 km² corresponden a tierra firme y (0,2 %) 0,13 km² es agua.

## Demografía
Según el censo de 2010, había 1381 personas residiendo en el municipio de Hopewell. La densidad de población era de 21,03 hab./km². De los 1381 habitantes, el municipio de Hopewell estaba compuesto por el 98,77 % blancos, el 0,29 % eran afroamericanos, el 0,07 % eran amerindios, el 0,07 % eran asiáticos, el 0,14 % eran de otras razas y el 0,65 % eran de una mezcla de razas. Del total de la población el 0,14 % eran hispanos o latinos de cualquier raza.